# Grimesnil
Grimesnil est une commune française, située dans le département de la Manche en région Normandie, peuplée de 70 habitants.

## Géographie
| Guéhébert | Roncey                         | Roncey              |
| Guéhébert | Grimesnil                      | Saint-Denis-le-Gast |
| Lengronne | Lengronne, Saint-Denis-le-Gast | Saint-Denis-le-Gast |

### Hydrographie
La commune est située dans le bassin Seine-Normandie. Elle est drainée par la Vanne, le cours d'eau 07 de la Chevalerie, le fossé 01 de la Marinière du Haut et le ruisseau de Mauviel,,.
La Vanne, d'une longueur de 20 km, prend sa source dans la commune de Notre-Dame-de-Cenilly et se jette  dans la Sienne à Quettreville-sur-Sienne, après avoir traversé sept communes. 

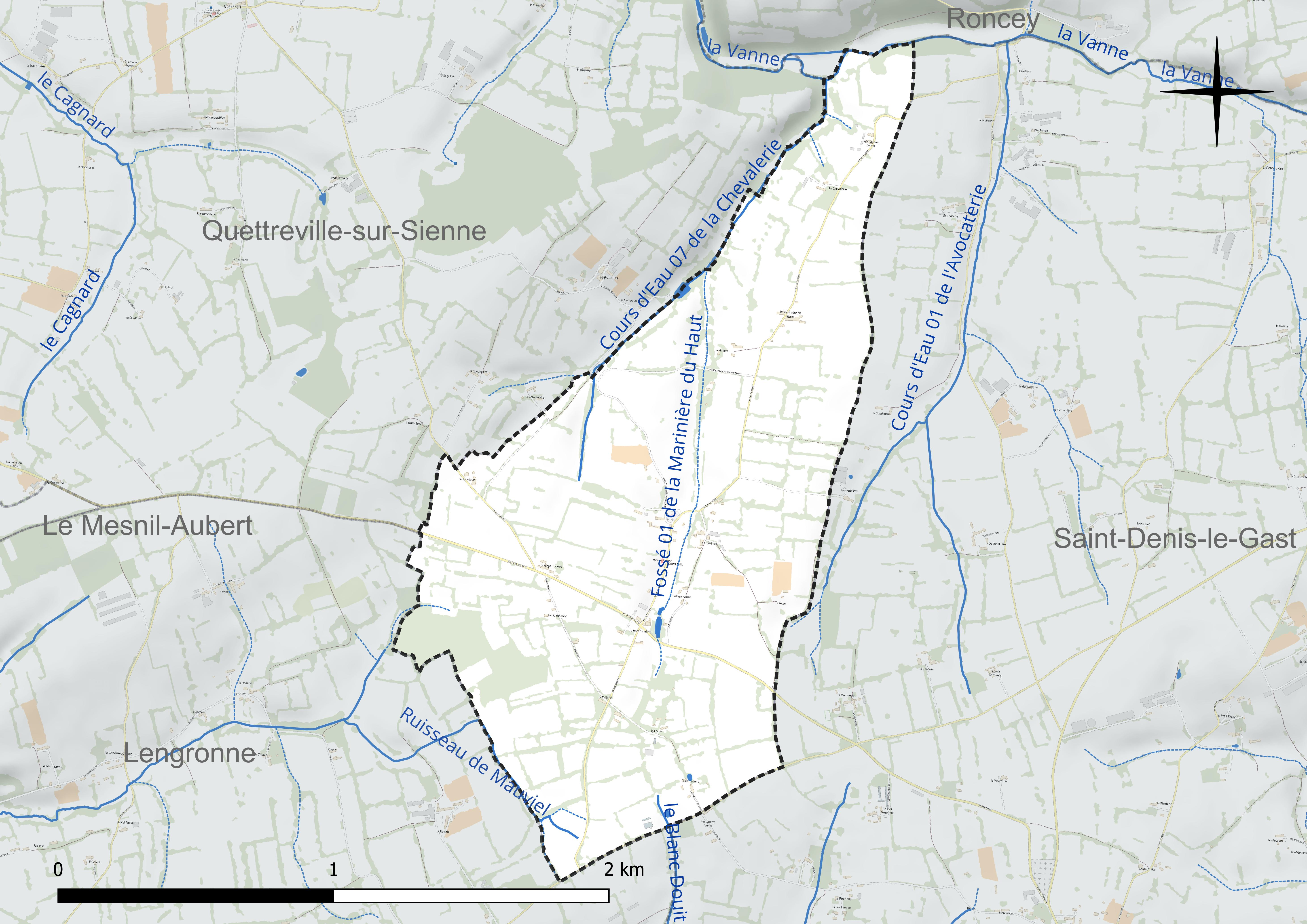
Réseau hydrographique de Grimesnil.

### Climat
Pour des articles plus généraux, voir Climat de la Normandie et Climat de la Manche.
En 2010, le climat de la commune est de type climat océanique franc, selon une étude du CNRS s'appuyant sur une série de données couvrant la période 1971-2000. En 2020, Météo-France publie une typologie des climats de la France métropolitaine dans laquelle la commune est exposée à un climat océanique et est dans la région climatique  Normandie (Cotentin, Orne), caractérisée par une pluviométrie relativement élevée (850 mm/a) et un été frais (15,5 °C) et venté. Parallèlement le GIEC normand, un groupe régional d’experts sur le climat, différencie quant à lui, dans une étude de 2020, trois grands types de climats pour la région Normandie, nuancés à une échelle plus fine par les facteurs géographiques locaux. La commune est, selon ce zonage, exposée à un « climat contrasté des collines », correspondant au Bocage normand, bien arrosé, voire très arrosé sur les reliefs les plus exposés au flux d’ouest, et frais en raison de l’altitude.
Pour la période 1971-2000, la température annuelle moyenne est de 10,7 °C, avec une amplitude thermique annuelle de 12 °C. Le cumul annuel moyen de précipitations est de 1 014 mm, avec 14,1 jours de précipitations en janvier et 9,2 jours en juillet. Pour la période 1991-2020, la température moyenne annuelle observée sur la station météorologique la plus proche, située sur la commune de Cerisy-la-Salle à 9 km à vol d'oiseau, est de 11,5 °C et le cumul annuel moyen de précipitations est de 1 112,5 mm,. Pour l'avenir, les paramètres climatiques de la commune estimés pour 2050 selon différents scénarios d’émission de gaz à effet de serre sont consultables sur un site dédié publié par Météo-France en novembre 2022.

## Urbanisme

### Typologie
Au 1er janvier 2024, Grimesnil est catégorisée commune rurale à habitat très dispersé, selon la nouvelle grille communale de densité à sept niveaux définie par l'Insee en 2022.
Elle est située hors unité urbaine et hors attraction des villes,.

### Occupation des sols
L'occupation des sols de la commune, telle qu'elle ressort de la base de données européenne d’occupation biophysique des sols Corine Land Cover (CLC), est marquée par l'importance des territoires agricoles (99,3 % en 2018), une proportion identique à celle de 1990 (99,3 %). La répartition détaillée en 2018 est la suivante : prairies (65,8 %), zones agricoles hétérogènes (33,5 %), forêts (0,7 %). L'évolution de l’occupation des sols de la commune et de ses infrastructures peut être observée sur les différentes représentations cartographiques du territoire : la carte de Cassini (XVIIIe siècle), la carte d'état-major (1820-1866) et les cartes ou photos aériennes de l'IGN pour la période actuelle (1950 à aujourd'hui).

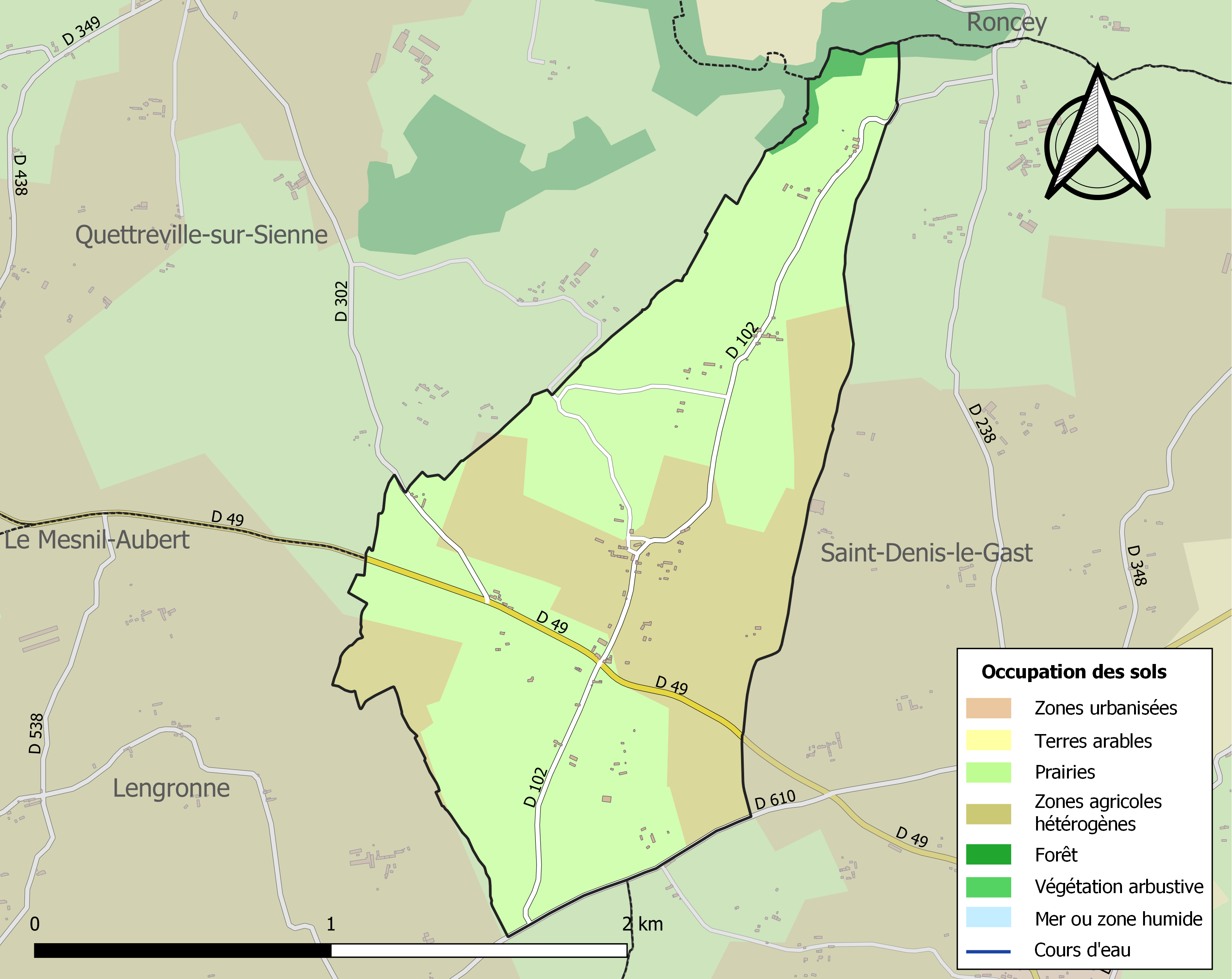
Carte des infrastructures et de l'occupation des sols de la commune en 2018 (CLC).

## Toponymie
Le nom de la localité est attesté sous la forme Grismenil vers 1180, Grimesnillum sans date.
Toponyme médiéval formé de l'ancien français maisnil, mesnil « habitation avec portion de terre ; demeure, maison, manoir, domaine rural », et parfois « métairie », précédé d'un anthroponyme.
Le gentilé est Grimesnilais.

## Histoire
La paroisse était composé de deux fiefs, Lucas-Aube et Masaube.
Au XVe siècle, Grimesnil a pour seigneur Michel d'Estouteville, fils de Louis d'Estouteville, capitaine du Mont-Saint-Michel, et de Jeanne Paynel.
En 1790, Michel Le Chevallier, laboureur, et François Cordier, journalier, furent les députés de Grimesnil à l'assemblée primaire de Saint-Denis-le-Gast.
Associée en 1973 à Saint-Denis-le-Gast, la commune reprend son indépendance en 1983.

### Légende
La légende dite de la Lande des Morts dite aussi des Quatre paroisses (Trelly, Le Mesnil-Aubert, Lengronne et Grimesnil) perpétue le souvenir de la guerre de Cent Ans et des luttes anglo-normandes.

## Politique et administration

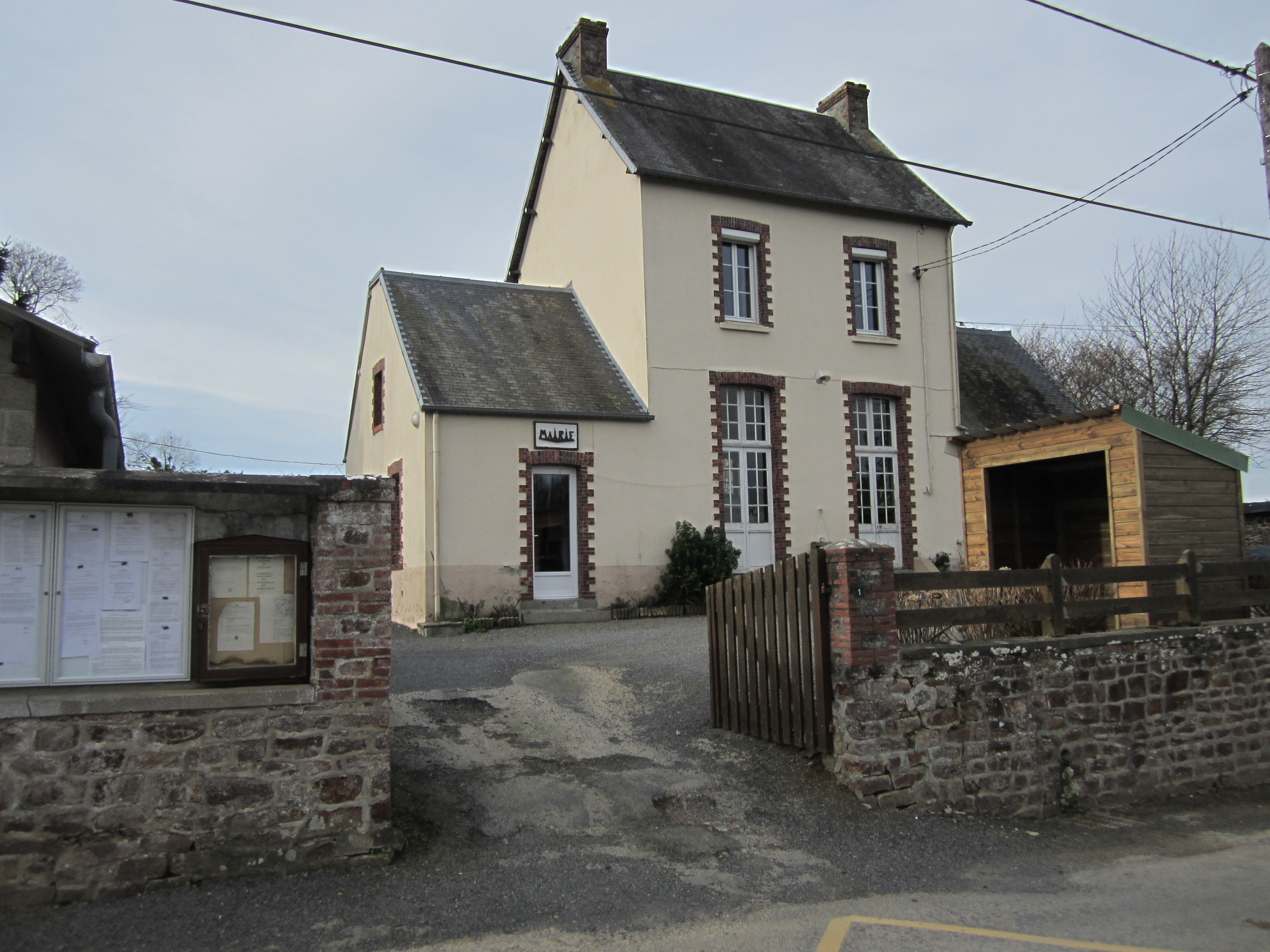
La mairie.

| Période                                  | Période   | Identité         | Étiquette | Qualité                |
| ---------------------------------------- | --------- | ---------------- | --------- | ---------------------- |
| 1984                                     | mars 2008 | Julien Domet     |           |                        |
| mars 2008                                | En cours  | Yannick Gervaise | SE        | Directeur d'entreprise |
| Les données manquantes sont à compléter. |           |                  |           |                        |

## Démographie
L'évolution du nombre d'habitants est connue à travers les recensements de la population effectués dans la commune depuis 1793. Pour les communes de moins de 10 000 habitants, une enquête de recensement portant sur toute la population est réalisée tous les cinq ans, les populations de référence des années intermédiaires étant quant à elles estimées par interpolation ou extrapolation. Pour la commune, le premier recensement exhaustif entrant dans le cadre du nouveau dispositif a été réalisé en 2006.
En 2022, la commune comptait 70 habitants, en évolution de +12,9 % par rapport à 2016 (Manche : −0,31 %, France hors Mayotte : +2,11 %).
| 1793 | 1800 | 1806 | 1821 | 1831 | 1836 | 1841 | 1846 | 1851 |
| ---- | ---- | ---- | ---- | ---- | ---- | ---- | ---- | ---- |
| 242  | 240  | 274  | 260  | 250  | 264  | 252  | 255  | 258  |

| 1856 | 1861 | 1866 | 1872 | 1876 | 1881 | 1886 | 1891 | 1896 |
| ---- | ---- | ---- | ---- | ---- | ---- | ---- | ---- | ---- |
| 256  | 242  | 232  | 203  | 202  | 193  | 185  | 169  | 159  |

| 1901 | 1906 | 1911 | 1921 | 1926 | 1931 | 1936 | 1946 | 1954 |
| ---- | ---- | ---- | ---- | ---- | ---- | ---- | ---- | ---- |
| 153  | 142  | 142  | 150  | 112  | 119  | 133  | 132  | 125  |

| 1962 | 1968 | 1990 | 1999 | 2006 | 2011 | 2016 | 2021 | 2022 |
| ---- | ---- | ---- | ---- | ---- | ---- | ---- | ---- | ---- |
| 120  | 98   | 53   | 51   | 66   | 60   | 62   | 66   | 70   |

## Lieux et monuments
- Église Saint-Pierre et Notre-Dame du Mont-Carmel (XIe, XVe – XIXe siècles).

Elle abrite un maître-autel et retable (XVIIe), un tableau Donation des clés à saint Pierre (XVIIe), une chaire à prêcher, des fonts baptismaux (XIXe), les statues de saint Pierre, saint Paul, Vierge à l'Enfant, saint Évroult, saint Marcouf et saint Sébastien (XIXe).
L'abbaye de Saint-Lô avait le patronage de l'église.
- If du cimetière.
- Croix de cimetière (1613).
- Stèle dédiée aux soldats américains et aux civils normands tués dans les combats de la Lande des Morts, dans la nuit du 29 au 30 juillet 1944[28]. Un odonyme local (Route du 30-Juillet-1944) rappelle également cet événement.

L'église Saint-Pierre
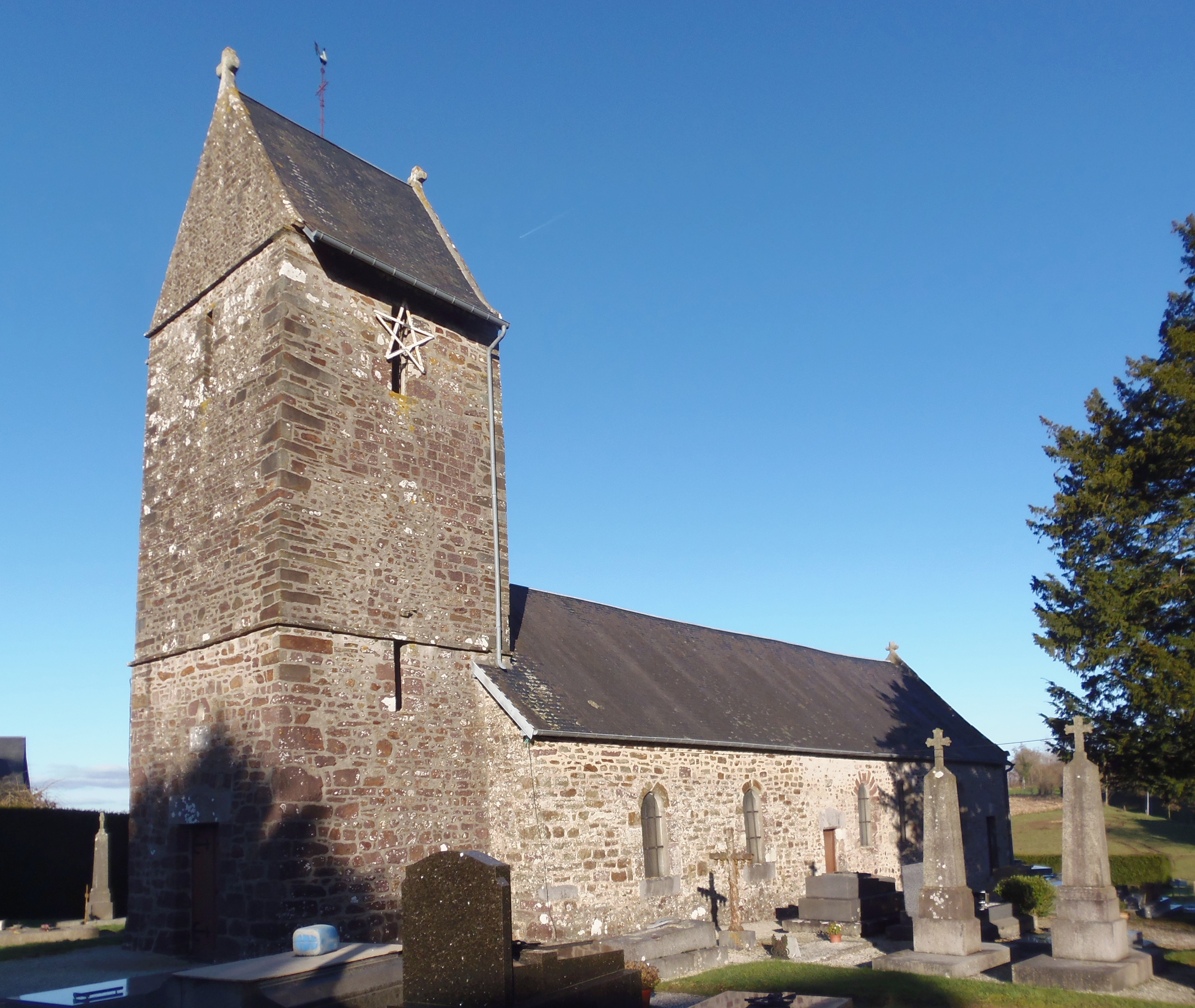
Vue d'ensemble.
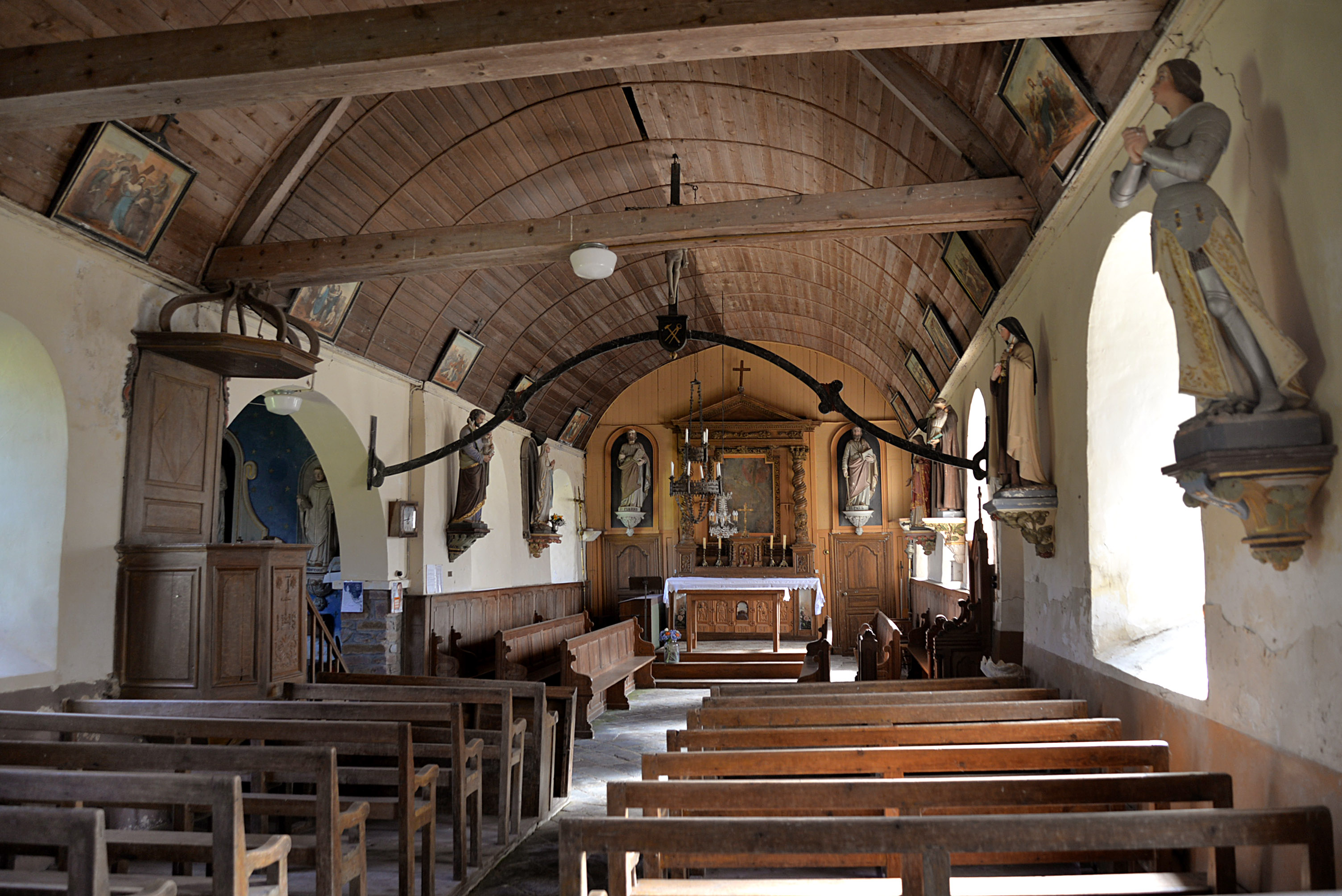
La nef.
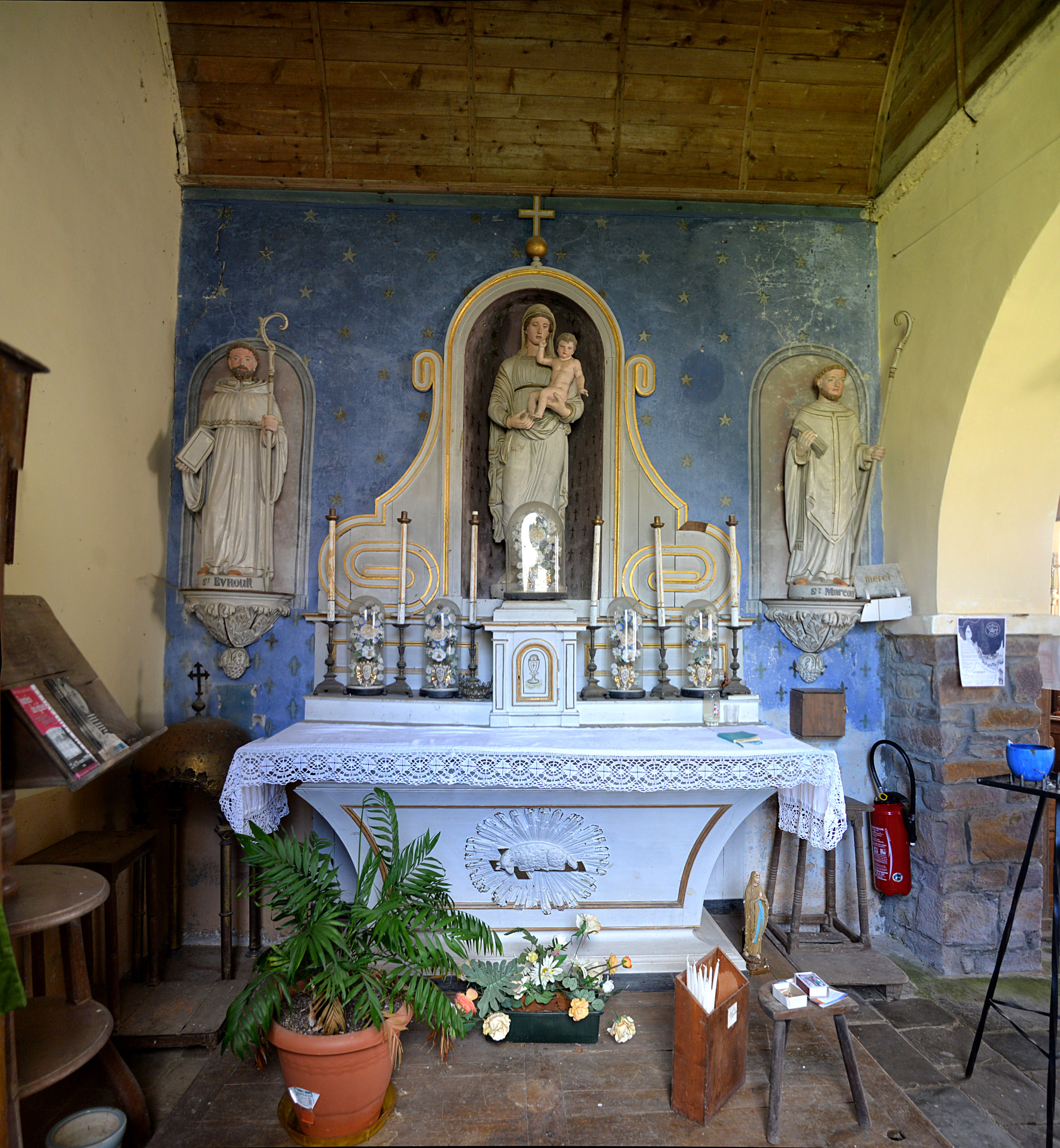
La chapelle Notre-Dame.